# Junkernkopf
Der Junkernkopf ist ein etwa 453 m ü. NHN hoher Berg im Reinhardswald nahe Mariendorf im nordhessischen Landkreis Kassel.

## Geographische Lage
Der größtenteils bewaldete Junkernkopf liegt im Südwesten des Reinhardswaldes rund 3,7 km östlich von Mariendorf (nördlicher Stadtteil von Immenhausen), etwa 2,5 km östlich von dessen Wohngebiet Ahlberg (am Ahlberg) und zirka 4 km (je Luftlinie) nördlich von Holzhausen (östlicher Stadtteil von Immenhausen). Seine Gipfelregion befindet sich auf der von Holzhausen durch den Reinhardswald nach Veckerhagen führenden Landesstraße 3232, von der ein paar Kilometer nördlich des Junkernkopfs eine Straße abzweigt, auf der man zur Sababurg und nach Gottsbüren gelangen kann. Etwa 200 m südwestlich der Gipfelregion steht das Naturdenkmal Gerichtseiche.

## Naturräumliche Zuordnung
Der Junkernkopf gehört in der naturräumlichen Haupteinheitengruppe Weser-Leine-Bergland (Nr. 37) und in der Haupteinheit Solling, Bramwald und Reinhardswald (370) zur Untereinheit Reinhardswald (370.4).

## Berghöhe
Der Junkernkopf ist etwa 453 m hoch. Auf der über seine Gipfelregion verlaufenden L 3232 ist topographischen Karten die Höhe 452,9 m zu entnehmen, was jedoch nicht unbedingt für die höchste Bergstelle steht. Rund 550 m westlich davon liegt im Rahmen eines Forstweges ein Vermessungspunkt (⊙) auf 451,5 m.

## Wasserscheide
Der Junkernkopf liegt auf der Diemel-Fulda-Wasserscheide, die ein Teil der Diemel-Eder/Fulda/Weser-Wasserscheide ist: Während Hemelbach und Nasse Ahle nach Nordosten in die Weser, Mühlbach und Osterbach nach Süden und Osten in die Fulda und dann in die Weser fließt, verläuft die Lempe, die ungefähr 2,7 km nordnordwestlich der Osterbachquelle jenseits des Bergs entspringt, zumeist nordwestwärts in die Esse, die über die Diemel nach Norden der Weser zustrebt. Südsüdwestlich entspringt zudem die Holzkape, die in Richtung Westen fließt und unweit davon auch in die Esse mündet.